# Miri Aloni
Pour les articles homonymes, voir Aloni.
Miri Aloni (hébreu : מירי אלוני, arabe : ميري ألوني) est une musicienne et chanteuse israélienne de variété, née le 25 décembre 1949 à Givatayim en Israël. 

## Biographie
En 1968, Miri Aloni rejoint l'unité Nahal de l'armée israélienne où elle chante dans des camps militaires durant la guerre d'usure dans le conflit israélo-arabe. En 1969, elle y interprète la chanson Shir LaShalom (en) (hébreu : שיר לשלום, français : Chanson pour la Paix) qui rencontre un grand succès.
Dans les années 1970, la chanteuse devient populaire en Israël avec des spectacles de variété. Elle joue ensuite dans quelques films et séries télévisées.
Le 4 novembre 1995, Miri Aloni chante Shir LaShalom aux côtés du Premier ministre Yitzhak Rabin lors d'une manifestation à Tel Aviv pour la paix et contre la violence. Quelques minutes plus tard, Yitzhak Rabin est assassiné par un extrémiste juif.
En 2021, elle a été amputée d'une partie de sa jambe droite après avoir été hospitalisée pour une infection au pied.
Ces dernières années, l'artiste a fait des apparitions fréquentes à proximité du Marché du Carmel de Tel Aviv où elle donne des concerts de rue.